# Skorpionita
La skorpionita és un mineral de la classe dels fosfats. Rep el nom de la mina Skorpion, a Namíbia, la seva localitat tipus.

## Característiques
La skorpionita és un fosfat de fórmula química Ca₃Zn₂(PO₄)₂(CO₃)(OH)₂·H₂O. Va ser aprovada com a espècie vàlida per l'Associació Mineralògica Internacional l'any 2005, sent publicada per primera vegada el 2008. Cristal·litza en el sistema monoclínic. La seva duresa a l'escala de Mohs és 3,5.
Segons la classificació de Nickel-Strunz, la skorpionita pertany a «08.DO - Fosfats, etc, amb CO₃, SO₄, SiO₄» juntament amb els següents minerals: girvasita, voggita, peisleyita, perhamita, krasnoïta, saryarkita-(Y), micheelsenita i parwanita.
L'exemplar que va servir per a determinar l'espècie, el que es coneix com a material tipus, es troba conservat a l'Institut mineralògic de la Universitat de Bochum (Alemanya).

## Formació i jaciments
Va ser descoberta a la mina Skorpion, situada a la localitat de Rosh Pinah, al dstricte electoral d'Oranjemund (Karas, Namíbia), on es troba associada a altres minerals com el guix, la hidrozincita i la tarbutita. També ha estat descrita en un altre indret de Namíbia: la mina Tsumeb, a la localitat de Tsumeb (Regió d'Oshikoto), sent aquests dos indrets els únics a tot el planeta on ha estat descrita aquesta espècie mineral.